# Schizotetranychus triquetrus
Schizotetranychus triquetrus är en spindeldjursart som beskrevs av Meyer 1987. Schizotetranychus triquetrus ingår i släktet Schizotetranychus och familjen Tetranychidae. Inga underarter finns listade i Catalogue of Life.